# ساحة الإرادة
ساحة الإرادة هي ساحة تجمع عام في مدينة الكويت العاصمة، في الكويت تقع أمام مبنى مجلس الأمة الكويتي. وكانت الساحة مكان الاحتجاجات الكويتية 2011 في الفترة التي زامنت الربيع العربي. ومن بين الأحداث الأخرى، كان موقع تجمع المتظاهرين الذين دخلوا البرلمان مطالبين باستقالة رئيس الوزراء ناصر الصباح.